# Dolemite
Série
L'homme coriace
(1976)
Pour plus de détails, voir Fiche technique et Distribution.
Dolemite est un film de blaxploitation américain réalisé par D'Urville Martin et sorti en 1975. Il reprend le personnage populaire créé par Rudy Ray Moore à la fin des années 1960.
C'est l'un des films de blaxploitation les plus connus, notamment dans la communauté rap noire américaine. Produit avec les fonds propres de Rudy Ray Moore, qui emploie essentiellement ses amis pour le réaliser, le budget du film est estimé à 100 000 US$. Le résultat en est un film aux dialogues très grossiers, avec de très nombreuses erreurs techniques visibles dans le cadre (perches, haut du décor, voire carrément le perchman allongé), et des scènes d'action risibles et peu crédibles. Aucun distributeur ne voulant de son film, Rudy Ray Moore loue alors une salle de cinéma pour l'exploiter et utilise ses amis pour faire la promotion. Le bouche-à-oreille fonctionne dans la communauté noire et les spectateurs se rendent en masse dans la salle. Flairant la bonne affaire, le distributeur Dimension Pictures (en), qui avait pourtant refusé à Moore de produire son film, le rachète pour le distribuer dans tout le pays avec des recettes estimées à 12 millions US$.

## Synopsis

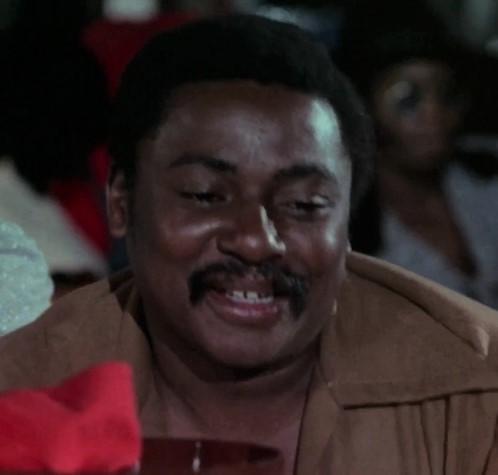
D'Urville Martin dans Dolemite, interprétant le rôle du méchant Willie Green.

Le proxénète Dolemite (Rudy Ray Moore) sort de prison après 20 ans derrière les barreaux. Il est déterminé à se venger de son rival Willie Green (D'Urville Martin) qui l'a faussement accusé, et est assisté par son amie Queen Bee (Lady Reed), qui dirige un bordel. Il cherche aussi à restaurer sa réputation dans la rue et à récupérer son ancien club appelé The Total Experience, repris par Willie Green. Ce-dernier est cependant protégé par le maire Daley (Hy Pyke) en échange du vote de la communauté noire.

## Fiche technique
- Titre original : Dolemite
- Réalisation : D'Urville Martin
- Scénario : Jerry Jones
- Photographie : Nicholas Josef von Sternberg
- Montage : Rex Lipton
- Musique : Don Cornelius
- Production : Rudy Ray Moore
- Société de distribution : Dimension Pictures (en)
- Pays de production :  États-Unis
- Langue originale : anglais
- Format : couleur
- Genre : blaxploitation
- Durée : 90 minutes
- Date de sortie :
  - États-Unis : 26 avril 1975

## Distribution
- Rudy Ray Moore : Dolemite
- Lady Reed : Queen Bee
- D'Urville Martin : Willie Green
- Hy Pyke : le maire Daley
- West Gale : le révérend Gibbs, un suprématiste noir et dealer
- John Kerry : Mitchell, un policier corrompu qui obéit au maire Daley et à Willie Green
- Jerry Jones : Blakely, un agent du FBI honnête
- Vainus Rackstraw : Creeper (« Hamburger Pimp »)

## Production
Moore crée à l'origine le personnage de Dolemite lors de ses apparitions en stand-up et enregistre un album en 1970, Eat Out More Often, dans lequel il raconte des histoires salaces sur fond musical, et qui, vendu sous le manteau car trop grossier, atteint la 25e place dans le Billboard 200. Il enchaîne avec plusieurs autres enregistrements sur ce personnage. En 1975, il décide de faire un film sur Dolemite, en payant de sa propre poche la majeure partie de la production, et en employant ses amis et collègues comédiens dans l'équipe. Le film est réalisé par D'Urville Martin, qui interprète également le méchant Willie Green.

## Accueil

### Critique
Le site Rotten Tomatoes donne au film un taux de 64% pour 14 critiques et une note moyenne de 5,32 sur 10.

### DVD
Dolemite sort en DVD le 13 novembre 2005, distribué par Xenon Pictures, et est également inclut dans un coffret des films de Dolemite (The Dolemite Collection) le même jour. Une version remastérisée, grand écran et en haute définition, tirée d'une copie originale du film, sort en Blu-ray le 26 avril 2016 par Vinegar Syndrome (en).

## Suites
Une suite, The Human Tornado, sort en 1976. Une seconde suite, The Return of Dolemite, sort en 2002 et est retitrée The Dolemite Explosion à l'occasion de la sortie en DVD. Une quasi-suite, Shaolin Dolemite (en), avec Rudy Ray Moore dans le rôle du moine Ru-Dee, est sortie en 1999.

## Dans la culture populaire
Le personnage de Dolemite est mentionné dans les chansons Egg Man des Beastie Boys en 1989, Clan in Da Front du Wu-Tang Clan en 1993, dans plusieurs chansons de Snoop Dogg, dans la chanson Down de 311 en 1995, et également par Dr. Dre et Snoop Dogg dans Nuthin' but a 'G' Thang. Le guitariste Scott Henderson a une chanson intitulée Dolemite et qui intègre des morceaux de la bande son du film original. Le groupe Bloodhound Gang fait référence à Dolemite dans sa chanson Jackass. Le rappeur Ol' Dirty Bastard utilise des scènes du film dans son clip Got Your Money (en).
Le morceau Glare de l'album Drive It Off (1991) du groupe américain Big Chief s'ouvre sur un sample du film Dolemite, à savoir une des répliques phares du héros : "I'm gonna let 'em know that Dolemite is my name, and f***in' up motha f***as is my game !"
Dans la comédie House Party (en) (1990), Pop (Robin Harris (en)) loue le film et est déçu que son fils préfère aller à une fête que de le regarder avec lui : « Quoi, tu es trop bien pour Dolemite maintenant ? Tu as grandi avec lui ! ». Dans le film d'animation Bébé's Kids (en) (1992), Robin Harris et un groupe d'amis commence à citer Dolemite alors qu'il boivent dans un bar. Des extraits du film sont visibles dans la comédie La Couleur de l'arnaque (1996), le personnage de Damon Wayans regardant le film avant chaque combat.
Un sketch sur Mad TV met en scène un Dolemite fictif. Dans l'épisode Jurassic Bark de Futurama, le chien de Fry Seymour est enfermé dans de la dolémite (dolomie), « le minérai noir résistant qui ne résiste pas à la chaleur ». Le personnage principal Bender est composé à 40% de dolemite.
Dolemite Is My Name (2019), produit par Netflix et avec Eddie Murphy dans le rôle de Rudy Ray Moore, retrace la réalisation de Dolemite,,.